# Monts Maya
La serra Maya o monts Maya són una serralada muntanyenca que es troba a Belize i l'est de Guatemala. El cim més alt n'és Doyle's Delight (1.124 msnm). Aquestes muntanyes maya i els seus peus de mont associats allotgen un nombre important de jaciments arqueològics de la cultura maia, com ara Lubaantún, Nim Li Punit, Cahal Pech i Chaa Creek. La reserva ecològica més important n'és el Santuari de la Conca de Cockscomb.